# Anchor Peak
Anchor Peak är en bergstopp i Antarktis. Den ligger i Östantarktis. Nya Zeeland gör anspråk på området. Toppen på Anchor Peak är 91 meter över havet.
Terrängen runt Anchor Peak är varierad. Anchor Peak är den högsta punkten i trakten. Trakten är obefolkad. Det finns inga samhällen i närheten.